# Julie Elliott
Julie Elliott (née le 29 juillet 1963) est une femme politique britannique du parti travailliste, qui est députée pour Sunderland Central de 2010 à 2024. Elle entre à la chambre des Lords en janvier 2025.

## Jeunesse
Elle est la plus jeune de trois enfants, née à Whitburn, Sunderland, en juillet 1963. Son père, Harold, est apprenti menuisier chez Sunderland Shipbuilders avant de travailler comme forgeron à Wearmouth Colliery,,.
Elle fait ses études au Seaham Northlea Comprehensive, puis obtient un diplôme en gouvernement et politique publique à la Newcastle Polytechnic - maintenant connue comme l'Université de Northumbria,.

## Carrière professionnelle
Elle est gouverneur d'école pour Whitburn Comprehensive de 1991 à 2004. Elle est également gouverneure dans des écoles primaires de Sunderland et de South Tyneside.
Elle rejoint la Campagne nationale contre l'asthme en 1998 en tant qu'organisatrice régionale et, en 1999, est devenue organisatrice régionale pour le syndicat GMB. Elle s'occupe des questions politiques, de la représentation des membres des tribunaux du travail et les négociations régionales sur les salaires,.

## Carrière politique
Elle rejoint le Parti travailliste en 1984 et travaille comme organisateur régional de 1993 à 1998. En 1997, elle est directrice de campagne à Tynemouth et joue un rôle clé en remportant le siège pour le Labour pour la première fois depuis 1948.
Elle est élue députée de Sunderland Central en mai 2010 et siège au comité d'examen européen et au comité de sélection des entreprises et des compétences. Elle est également coprésidente du Groupe parlementaire multipartite pour les soins primaires et la santé publique.
En octobre 2013, Elliott est devenue ministre fantôme de l'énergie et du changement climatique, avec une responsabilité spécifique pour les énergies renouvelables. Elle est également secrétaire parlementaire privée de Caroline Flint.
Elliott est réélue députée de Sunderland Central en mai 2015 avec 20 959 voix et, après avoir quitté le banc avant en septembre 2015, elle devient membre du comité de la culture, des médias et des sports .
Elle est élue présidente du comité PLP Backbench Housing and Planning en novembre 2015 et membre du National Policy Forum.
Elle soutient Owen Smith dans la tentative ratée de remplacer Jeremy Corbyn aux élections à la direction du Parti travailliste (Royaume-Uni) en 2016.
Elliott est réélue député de Sunderland Central en juin 2017 avec 25 056 voix et un taux de participation de 62,1%.
Elliott soutient Jess Phillips aux élections à la direction du Parti travailliste en 2020 et Ian Murray aux élections à la direction adjointe,.
Elle est faite pair à vie et entre à la chambre des Lords le 27 janvier 2025.